# Préfontaines
Préfontaines és un municipi francès, situat al departament de Loiret i a la regió de Centre - Vall del Loira.